# Lijst van afleveringen van Avatar: De Legende van Aang
Dit is een lijst van alle afleveringen van de televisieserie Avatar: De Legende van Aang.

## Afleveringen boek 1: Water
| №   | Engelse titel                            | Nederlandse titel                  | Beschrijving |
| --- | ---------------------------------------- | ---------------------------------- | --- |
| ?   | Pilot                                    | Pilot                              | Sokka en Katara willen door de wereld reizen om een meester voor Aang te vinden, die de Avatar is. Maar ze moeten uitkijken voor een gevaarlijke vijand: Prins Zuko van de Vuurnatie die Aang wil vangen. Opmerking: Dit is alleen op een Dvd van Avatar beschikbaar en niet uitgezonden op televisie. |
| 101 | The Boy in the Iceberg                   | De Jongen in de IJsberg            | Lang geleden hield de legendarische Avatar de wereld en zijn vier naties in balans. Maar de laatste Avatar verdween honderd jaar geleden en hij is sindsdien niet meer gezien. In die 100 jaar heeft de Vuurnatie van de gelegenheid gebruikgemaakt om oorlog te voeren met de andere drie naties. De mensen hebben de hoop verloren dat de Avatar terugkeert om de vrede te herstellen. Zelfs de Zuidelijke Waterstam, die op de ijzige Zuidpool ligt, is getroffen door de oorlog. De mannen van de stam zijn vertrokken om te vechten, waardoor de vrouwen en kinderen alleen achterblijven. Sokka en zijn zus Katara zijn de oudste kinderen van de Zuiderstam. Katara en Sokka zijn aan het vissen in een kleine kano. Katara oefent haar Waterstuurkunsten, terwijl Sokka een vis probeert te vangen met zijn speer. Katara's water vliegt over Sokka heen, die met zijn speer de bel doorprikt, waardoor het water over hem heen komt. Sokka wordt boos op Katara en hij zegt dat eten zoeken belangrijker is dat met 'magisch water' spelen. Dan komen ze met de kano is een stroomversnelling en de boot wordt geplet tussen twee ijsbergen. Daardoor stranden Katara en Sokka midden op zee op een ijsschots. Sokka geeft Katara de schuld van alles waardoor ze haar geduld verliest en ze beginnen te ruziën. Terwijl Katara boos is, is ze aan het watersturen zonder dat ze het doorheeft. Al gauw scheurt en breekt een ijsberg achter haar, uit de ijsberg komt een gigantische gloeiende bol van ijs. Ze zien in de ijsberg het silhouet van een jongen, en Katara denkt dat hij hulp nodig heeft. Met Sokka's zwaard begint ze in het ijs te hakken. Het ijs breekt en een grote straal licht schiet de hemel in. Prins Zuko, een tiener uit de Vuurnatie is op jacht naar de Avatar. Hij is al twee jaar op zoek en hij ziet het heldere licht vanaf zijn schip. Hij wordt geholpen door zijn oom Iroh. Zuko gaat richting het licht want hij denkt dat het misschien wel de Avatar is. Nadat Katara doorheen het ijs is gebroken, vindt ze een vreemde jongen met pijlachtige tatoeages op zijn hoofd en handen. Sokka is sceptisch en hij wijst met zijn speer naar de jongen. De jongen valt flauw en Katara vangt hem op. Ze legt hem neer en probeert hem te helpen. Sokka prikt de jongen tegen zijn hoofd met de botte kant van de speer maar Katara duwt hem weg. De mysterieuze jongen opent slaperig zijn ogen en hij ziet Katara met haar diepe blauwe ogen naar hem staren. Hij wordt meteen wakker en hij vraagt vrolijk aan Katara of ze meegaat Pinguin Sleeën. De jongen stelt zich voor als Aang. Hij moet niezen en hij vliegt hoog de lucht in, maar hij stort niet neer. Katara beseft dat Aang een Luchtmeester is. Aang klimt terug de ijsberg in en hij vindt daar Appa, zijn grote vliegende bizon. Het duurt even voordat Appa wakker is, maar daarna proberen ze met hem naar de Waterstam terug te vliegen. Aang roept "Yip-Yip!" om te zorgen dat Appa gaat vliegen maar hij komt niet van de grond. Hij stort in zee en hij begint te zwemmen. Aang zegt dat Appa nog te moe is om te vliegen maar Sokka gelooft hem niet. Aang kijkt met een grote glimlach naar Katara waarop Katara vraagt waarom hij aan het glimlachen is. Aang antwoordt: "Oh, was ik aan het glimlachen?". Katara zegt dat de laatste Avatar een Luchtmeester moet zijn geweest en ze vraagt of Aang hem gekend heeft. Aang ontwijkt de vraag door te zeggen dat hij mensen gekend heeft die de avatar kenden maar dat hij hem zelf niet kende. Later heeft Aang een droom over een storm waar hij samen met Appa was ingekomen toen ze in de buurt van de Zuidpool waren. Hij ziet hoe hij samen met Appa onder de golven van een hevige storm komen, toen ze bijna verdronken maakte Aang een gloeiende bol van ijs om hen heen. Daarna wordt hij gewekt door Katara en hij is in de Zuidelijke Waterstam. Hij kleedt zich snel aan onder toeziend oog van Katara, die ziet Aangs pijlen op zijn lichaam. Wanneer hij is aangekleed trekt ze hem naar het dorp met de anderen. Iedereen kijkt verrast wanneer ze een Luchtmeester zien, want niemand heeft er in honderd jaar een gezien. Ze dachten dat ze uitgestorven zijn. Sokka vraagt Aang waarom hij een staf draagt omdat het niet scherp genoeg is om mee te steken, Aang toont hem hoe hij zijn staf gebruikt bij het Luchtsturen om ermee te vliegen. Aang belandt per ongeluk in een door Sokka gebouwde wachttoren. Kanna, de grootmoeder van Katara en Sokka, vraagt zich af of Aang een bedreiging voor de stam is. Katara wil dat Aang blijft omdat hij het dorp veel goede dingen leert. Dan ziet ze Aang die pronkt bij de dorpspeuters terwijl zijn tong vast is gevroren aan zijn staf. Op het Vuurnatie schip, is Prins Zuko zijn Vuursturen aan het oefenen, met zijn oom Iroh als zijn leraar. Zuko wordt ongeduldig en beveelt zijn oom hem iets moeilijkers te leren, maar Iroh eist dat Zuko eerst de basis onder de knie heeft. Sokka begint met de jonge jongens van de Zuiderstam te leren hoe ze moeten vechten, maar een van de jongens moet plassen. Sokka wordt boos op Aang omdat hij de 'Krijgers' afleidt. Maar wanneer Aang een pinguïn ziet rent hij er opgewonden heen. Hij duikt naar een pinguïn maar ze zijn te snel en ze glad. Katara komt en ze leert Aang de 'kunst' van het pinguïn vangen. Katara en Aang gaan samen pinguïn sleeën, totdat ze per ongeluk te dicht in de buurt van een Vuurnatieschip komen. Aang wil gaan kijken maar Katara zegt dat ze niet wil. Ze zegt dat ze nooit naar het Vuurnatieschip wil omdat er waarschijnlijk boobytraps zijn, maar Aang overtuigt haar toch. Terwijl ze het schip verkennen, vraagt Aang zich af waarom een Vuurnatie schip zo ver van huis is. Katara beseft dat Aang niets van de oorlog weet omdat hij honderd jaar in de ijsberg zat. Ze legt uit dat er een oorlog is met de Vuurnatie. Op dat moment trappen ze toch in een boobytrap en er schiet een vuurpijl de lucht in die Zuko waarschuwt. Aang redt Katara door Luchtsturen maar Prins Zuko heeft het gezien. Zuko denkt dat hij eindelijk de Avatar heeft teruggevonden. |
| 102 | The Avatar Returns                       | De Avatar keert terug              | Tijdens het verkennen van een verlaten Vuurnatie schip, beseft Aang dat hij een eeuw in de ijsberg heeft gezeten. Daarna zet hij per ongeluk een val in werking die prins Zuko naar het schip lokt. Aang en Katara komen terug in het dorp en daar worden ze niet aardig ontvangen. Omdat ze in de val zijn getrapt is het dorp nu in gevaar. De dorpelingen, na boze woorden van Sokka, besluiten om Aang te verbannen van de Zuidpool. Katara wordt boos en verdedigt Aang, ze wil samen met hem naar de Noordpool zodat ze kan leren hoe ze moet Watersturen. Maar daarna besluit ze toch om bij haar familie te blijven. Aang en Appa gaan samen weg, om naar de Zuidelijke Luchttempel te gaan waar Aang vroeger woonde. Katara is erg boos op Sokka en Oma. Sokka maakt snel de jonge kinderen klaar om te vechten. Ondertussen rusten Aang en Appa uit op een ijsberg. Vanaf daar ziet Aang dat Zuko's schip het dorp nadert. En hij besluit om zijn nieuwe vrienden te gaan helpen, hij laat Appa achter zodat die nog wat kan rusten. Sokka en Zuko bereiden zich allebei voor op de naderende ontmoeting. Zuko trekt zijn uniform aan terwijl Sokka zijn wapens gereedmaakt. Hij verft zijn gezicht zwart, grijs en wit in oorlogskleuren. Zuko's schip komt aan bij de Waterstam, en alleen daarom al vallen Sokka's torens en muren in elkaar. Toch blijft Sokka moedig en hij staat klaar om de eerste klap uit te delen. Zuko komt uit het schip, begeleid door maar een paar soldaten, en Sokka valt hem aan. Zuko die meer ervaring heeft, heeft niet veel moeite met het verslaan van Sokka. Zuko eist dat het dorp de Avatar uitlevert, maar niemand reageert. Hij grijpt dreigend Oma en Sokka van Zuko weer aan. Ze vechten weer en weer hoeft Zuko niet veel moeite te doen om van Sokka af te komen. Sokka hoopt dat zijn boemerang kan helpen en hij gooit hem. Zuko ontwijkt de boemerang maar op de terugweg komt hij tegen zijn hoofd. Daardoor wordt de prins boos en hij wil gaan Vuursturen. Op dat moment komt Aang al glijdend op een pinguïn aan, en haalt Zuko onderuit. Zuko is geschokt wanneer hij merkt dat de Avatar een 12-jaar oude jongen is, in plaats van de oude meester die hij verwachtte te ontmoeten. Zuko herpakt zich snel en hij stuurt snel vuur naar Aang. Aang verdedigt zich met Luchtsturen, maar hij besluit zich over te geven omdat hij de dorpsgenoten wil beschermen. Zuko's soldaten nemen Aang mee op hun schip en ze vertrekken. Katara en Sokka, die nu doorhebben dat Aang de Avatar is, gaan snel weg om hem te redden. Oma merkt het maar ze vindt het goed. Ze willen proberen om met een kano Zuko's schip in te halen. De broer en zus realiseren zich dat hun kleine boot geen kans maakt tegen de grote, snelle Vuurnatie boot. Dan komt Appa tevoorschijn en ze gaan met hem op weg. Op Zuko's schip brengen de Vuurnatie soldaten Aang naar het cellenblok, terwijl de prins oom Iroh beveelt om Aangs vlieger naar zijn hut te brengen als souvenir voor de Vuurheer. Iroh vraagt op zijn beurt aan een soldaat of hij dat voor hem wil doen. Terwijl Aang naar zijn cel werd gebracht, weet hij zijn twee bewakers uit te schakelen door ze weg te blazen. Vervolgens rent hij door het hele schip om zijn staf terug te vinden. Een van de soldaten komt weer bij, en hij slaat alarm. Katara, Sokka en Appa achtervolgen Zuko's schip, maar het gaat niet snel doordat Appa zwemt. Ze proberen hem te laten vliegen maar het lukt niet. Uiteindelijk herinnert Sokka zich het commando om Appa te laten vliegen, "Yip Yip", en hij stijgt op. Daardoor gaan ze veel sneller en ze halen het schip in. Aang blijft door de vele gangen van het schip lopen, onderweg weet hij zijn touwen door te snijden met behulp van een helm van een soldaat. Hij kijkt in alle kamers en hij ontdekt zijn staf in Zuko's kamer. Hij rent de kamer in, en onverwachts slaat Zuko de deur dicht waardoor Aang is opgesloten. Zuko valt hem aan in de hoop Aang tijdelijk uit te schakelen, maar de Luchtmeester kan de vuurstoten makkelijk ontwijken. Hij weet Zuko te ontwapenen met een paar krachtige windstoten die Zuko tegen de muur en het plafond slaan. Aang pakt zijn staf en hij rent van het schip, op het moment dat hij wil gaan vliegen springt Zuko naar hem toe, en hij grijpt zijn enkels beet. Door het grote gewicht storten ze op het dek. Ze staan klaar om te gaan vechten maar ze worden afgeleid door de plotselinge verschijning van Appa, waarop Katara en Sokka zitten om Aang te redden. Aang let niet meer op Zuko die hem aanvalt, daardoor wordt hij weggeblazen en zijn staf schiet weg. Aang valt van boord en hij zinkt weg in het ijskoude water van de zee. Aang zinkt weg, Katara schreeuwt van angst, en Aang lijkt bewusteloos. Opeens opent hij zijn ogen en die beginnen samen met zijn tatoeages te gloeien. Aang die nu in de 'Avatar Trance' is, begint water om hem te sturen die hem de lucht inschiet. Zuko, Katara en Sokka die zijn geschrokken door dit machtsvertoon, zijn verstijfd van angst. Aang stuurt het water naar de soldaten van Zuko, die hij met gemak van het dek afblaast. Ook Zuko zelf vliegt van boord. Appa landt op het dek, terwijl Aang, een beetje versuft is van wat hij net heeft gedaan. Katara en Sokka haasten zich om te gaan helpen, en om te zorgen dat ze kunnen vertrekken. Sokka gaat Aangs staf halen, maar op dat moment klimt Zuko weer het dek op. Sokka pakt de staf en slaat Zuko tegen zijn hoofd, waardoor hij weer van boord valt. Zuko kan zich nog net vasthouden aan de ankerketting. Ook een paar andere soldaten zijn het dek opgeklommen en we willen Katara aanvallen. Katara, die nog niet ervaren is in het Watersturen, bevriest de soldaten. Op het moment dat ze wegvliegen komt oom Iroh het dek op. Iroh helpt Zuko weer het dek op, en samen proberen ze de bizon uit de lucht te schieten. Aang is weer op de been en hij weert de vuurstoot af. Die knalt tegen een ijsberg, daardoor wordt het voorste deel van het schip begraven onder sneeuw. Appa vliegt weg met op zijn rug, de lachende groep. Zuko, die boos is dat de Avatar ontsnapt is, belooft dat hij de jongen niet nog een keer zal laten ontsnappen. Hij beveelt zijn bemanning om het schip uit te graven en om Team Avatar te achtervolgen. Maar het grootste deel van zijn bemanning is bevroren door Katara en die moeten eerst worden ontdooid. Terwijl Appa wegvliegt, vraagt Katara aan Aang waar hij heeft geleerd om water te sturen, maar Aang weet het zelf ook niet. Ze vragen hem ook waarom hij niet gezegd heeft dat hij de Avatar is, Aang geeft als antwoord dat hij nooit Avatar heeft willen zijn. Katara zegt dat hij dat moet, omdat hij de wereld moet redden. Hij moet leren om Water, Aarde en Vuur te beheersen. Ze bedenken dat wanneer Aang water leert sturen, Katara mee kan doen zodat ze het samen kunnen leren. Met z'n drieën vertrekken ze naar de Noordpool. |
| 103 | The Southern Air Temple                  | De Zuidelijke Luchttempel          | Katara en Aang zijn hun spullen aan het inpakken. Aang is van plan om een bezoek te brengen aan het enige huis dat hij nog heeft, de Zuidelijke Luchttempel. Sokka wil nog langer doorslapen. Maar Aang is te enthousiast en hij prikt met een stok in Sokka's slaapzak en zegt dat er een slang in zit. Doodsbang springt Sokka omhoog. Nadat hij op de grond is gevallen beseft Sokka dat hij voor de gek is gehouden, maar nu hij wakker is kunnen ze vertrekken. Voor de kust van het zuidwestelijk Aarderijk, is Prins Zuko's schip in een Vuurnatie haven aangemeerd. Zijn schip moet gerepareerd worden na zijn ontmoeting met Aang. Zuko wil dat de reparaties snel gedaan worden zodat hij verder kan met het achtervolgen van de Avatar. Hij waarschuwt zijn Oom Iroh niet over de Avatar te praten tijdens hun verblijf zodat de andere Vuurmeesters niet naar hem op zoek zullen gaan. Zhao loopt naar Zuko en Iroh toe en verwelkomt hen in zijn haven. Zuko en Iroh horen dat Zhao is gepromoveerd van Kapitein tot Commandant. Nadat Zhao heeft gezien hoe erg het schip is beschadigd, vraagt hij hoe dat is gebeurd. Zuko verzint snel een verhaal dat ze tegen een Aarderijk schip zijn gebotst. Nieuwsgierig naar de details nodigt Zhao hen uit voor een drankje. Zuko probeert er onderuit te komen maar Iroh accepteert de uitnodiging. Aang, Katara en Sokka vliegen op Appa naar de Zuidelijke Luchttempel. Sokka heeft vreselijke honger, maar al het zeehondenvlees is weg. Aang vertelt Sokka dat hij het vlees heeft gebruikt als aanmaakmiddel voor het vuur. Boze Sokka. Aang vliegt over het Betolagebergte, en weet dat ze er bijna zijn. Katara vertelt Aang iets over de Luchtmeesters (hoe ze aan hun einde zijn gekomen) maar probeert Aang niet meteen de harde waarheid te vertellen. Aang blijft positief. Ze arriveren bij de Zuidelijke Luchttempel. Het is een groot gebouw boven op een berg. Het ziet er puntig en hoog uit. Aang zegt tegen Appa: "Weer thuis, maatje, weer thuis..." Zhao probeert woorden uit Zuko te slaan, maar Zuko praat eromheen. Dan, wanneer ze net vertrekken, komt er een wachter binnen van Zhao die vertelt dat de bemanning van Zuko de avatar hadden gezien. "Zo... Vertel me eens, waardoor is het schip écht beschadigd?" zei Zhao. |
| 104 | The Warriors of Kyoshi                   | De Krijgers van Kyoshi             | De aflevering begint met Zuko's schip op zee. Zuko is aan het mediteren wanneer Iroh binnenkomt met informatie over de avatar. Iroh smeekt Zuko om niet boos te worden en Zuko zegt dat hij zijn woede onder controle heeft. Iroh zegt dat hij geen idee heeft waar de avatar is en Zuko wordt razend. Iroh legt dan uit dat de avatar op meerdere plaatsen is gespot maar dat het onmogelijk is om een patroon te vinden, dan laat hij een kaart zien waar Aang overal is gespot. Zuko pakt snel de kaart en zegt dat de avatar een meester is in ontwijkende manoeuvres. |
| 105 | The King of Omashu                       | De Koning van Omashu               | Aang, Sokka en Katara komen aan in Omashu. Daar vertelt Aang aan zijn vrienden hoe zijn vriend Bumi het postsysteem vroeger als glijbaan gebruikte en ze proberen het zelf ook uit. Door de ravage die ze veroorzaken worden ze echter naar de koning gestuurd. Hij ontmaskert Aang als de Avatar. Aang moet van de koning drie proeven doen. Proef 1: Aang moet het sleuteltje van het lunchtrommeltje van de koning te pakken krijgen, maar deze hangt aan een ketting in een waterval. Proef 2: Aang moet Flopsy terugbrengen. Als Aang het konijn wil pakken komt er een monster achter hem aan. Dan blijkt dat het monster Flopsy is. Proef 3: Aang moet met iemand vechten en mag kiezen uit twee krijgers. Hij besluit het op te nemen tegen de gebochelde koning, die een van de sterkste Aardemeesters blijkt te zijn. Daarna moet Aang ook nog de naam van de koning raden. Aang komt erachter wie het is, namelijk zijn oude vriend Bumi. |
| 106 | Imprisoned                               | Gevangen                           | Aang, Katara en Sokka zien een jongen, Haru, Aardesturen. Als ze in zijn dorpje komen blijkt het dat de Vuurnatie zijn vader heeft gevangen. Als Katara en Haru langs een ingestorte mijn lopen bevrijden ze een man maar die geeft Haru aan bij de Vuurnatie. Om Haru te redden laat Katara zich ook oppakken en naar een ijzeren gevangenis brengen. Daar laten ze de gevangen Aardemeesters de kolen, waarop gestookt wordt, sturen en zo verslaan ze de cipiers. |
| 107 | Winter Solstice Part 1: The Spirit World | Midwinter Deel 1: De Geestenwereld | Een Aarderijk dorp wordt aangevallen door een monster uit de geestenwereld. Het monster (genaamd Hei Bai) vangt Sokka. Aang besluit achter hem aan te gaan. Dan komt hij per ongeluk in de Geestenwereld, waar hij te horen krijgt dat Avatar Roku een boodschap voor hem heeft. Aang probeert om de geest te kalmeren, om de vrede in het dorp te laten wederkeren. Ondertussen wordt Generaal Iroh gevangengenomen door het Aarderijk. Hierdoor moet Zuko zijn jacht op de Avatar stoppen om zijn oom te redden. |
| 108 | Winter Solstice Part 2: Avatar Roku      | Midwinter Deel 2: Avatar Roku      | Aang reist naar de Vuurtempel om de boodschap van Avatar Roku te ontvangen op de winterzonnewende. Zij worden achtervolgd door Zuko en aangevallen door een Vuurnatie blokkade onder leiding van Zhao. Als Aang in tempel is, is hij geschokt om dat de vijf Vuurwijzen er niet langer zijn als de Avatars bondgenoten. Echter, helpt een vriendelijke Vuurwijze genaamd Shyu, Aang met de boodschap, waar Roku dan Aang informeert over Sozins Komeet, die zal de Vuurnatie de macht geven om de oorlog af te maken. Aang verslaat Zhao, Zuko en de wijzen samen met de geest van Roku, die ook de tempel vernietigt. |
| 109 | The Waterbending Scroll                  | De Watermeester-rol                | Katara begint Aang Watersturen te leren in het Waterval Meer. De groep vindt een Waterstuurrol in een winkel gerund door piraten. Nadat Katara de rol steelt, jagen de piraten op de groep, hoewel ze weten te ontsnappen. Ondertussen gaat Zuko de piraten helpen om Aang te vinden en de rol die Katara gestolen. Zuko vangt Katara en de piraten vangen Aang en Sokka. Een gevecht breekt uit tussen de bemanning van Zuko en de piraten. Tijdens de commotie, ontsnapt de groep met de rol. |
| 110 | Jet                                      | Jet                                | Een bende van guerrillastrijders, onder leiding van Jet, redden Aang, Katara en Sokka en uit een kleine groep van Vuurnatie soldaten. Jet nodigt het team terug naar hun schuilplaats, waar de groep haar aanvallen tegen de Vuurnatie plant. Aang en Katara besluiten om Jet te helpen met het "redden" een nabijgelegen stad, maar Jets echte bedoeling is om het dorp te vernietigen. Sokka slaagt erin de stad te op tijd te evacueren om ze te redden. |
| 111 | The Great Divide                         | De Grote Afgrond                   | In De Grote Afgrond (soms genoemd De Grote Kloof), wordt de rol van de Aang als Avatar getest. Hij moet twee stammen die al 100 jaar ruzie hebben samen door de Grote Afgrond leiden. Daarbij moet hij zorgen dat ze niet worden opgegeten door Canyon Kruipers. In de Afgrond komt hij erachter waarom de stammen ruzie hebben namelijk door een misverstand. Hij lost het op door een verhaal te verzinnen en de stammen besluiten samen naar Ba Sing Se te reizen. |
| 112 | The Storm                                | De Storm                           | Een grote storm doet Aang aan zijn donkere verleden denken. Hij zegt dat hij de Luchtnomaden en de wereld in de steek heeft gelaten. Als Sokka als vissersjongen gaat werken komt er een grote storm. Aang en Katara redden Sokka en de visser van de boot. Ondertussen vertelt Iroh aan de bemanningsleden van Zuko's schip het verhaal over hoe Zuko zijn litteken heeft gekregen. |
| 113 | The Blue Spirit                          | De Blauwe Geest                    | Sokka en Katara zijn ziek. Aang gaat naar een kruidenvrouw op zoek naar een geneesmiddeltje. Als hij het middeltje gevonden heeft wordt hij gevangengenomen door Zhao. Een krijger vermomd als de Blauwe Geest helpt hem te ontsnappen. Aang komt erachter dat het niemand anders is dan Zuko en vraagt zich af of ze geen vrienden kunnen worden. Als Zuko aangevallen wordt helpt Aang hem en ze ontsnappen samen. Aang geneest daarna zijn vrienden. |
| 114 | The Fortuneteller                        | De Waarzegster                     | Aang, Katara en Sokka gaan naar een Makapudorp waar de mensen zich laten leiden door een waarzegster, die de wolken kan lezen. Zij zegt dat de vulkaan, Makapu, die vlak bij het dorp staat niet zal uitbarsten. Aang komt erachter dat de vulkaan wel op het punt staat om uit te barsten. Hij vervormt de wolken samen met Katara en waarschuwt zo de dorpelingen. Hij slaagt erin om het hele dorp te evacueren voordat de vulkaan uitbarst. |
| 115 | Bato of the Water Tribe                  | Bato van de Waterstam              | Katara en Sokka ontmoeten Bato, een oude vriend van hun vader. Ondertussen huurt Zuko premiejager June in. Haar Shirshu ziet met zijn neus en spoort zo zijn prooi op. Zuko laat de Shirshu Katara's ketting ruiken en de zoektocht begint. |
| 116 | The Deserter                             | De Deserteur                       | Aang ontmoet Jeong Jeong, een deserteur uit het leger van de Vuurnatie. Aang wil dat hij hem Vuursturen leert, maar Jeong Jeong zegt dat Aang te weinig discipline heeft. Zal Aang dezelfde fout maken als Jeong Jeongs leerling? |
| 117 | The Northern Air Temple                  | De Noordelijke Luchttempel         | De groep reist naar de Noordelijke Luchttempel, wanneer ze horen dat mensen daar vluchten. Hoop slaat om in teleurstelling wanneer blijkt dat het geen Luchtmeesters zijn, maar vluchtelingen waaronder een uitvinder. |
| 118 | The Waterbending Master                  | De Watermeester                    | Aang, Katara en Sokka komen eindelijk aan bij de Noordpool, en komen in aanraking met de mensen en de cultuur van het Noorden. Watermeester Pakku weigert Katara Watersturen te leren omdat ze een meisje is. Zhao verzamelt een enorme vloot. |
| 119 | The Siege of the North. Part 1           | De Slag om het Noorden Deel 1      | De Noordpool wordt aangevallen door de Vuurnatie. Aang, Sokka en Katara proberen alles om de aanval te stoppen, maar de Vuurmeesters zijn te talrijk. Aang besluit de geesten om hulp te vragen. Ondertussen is Zuko de Noordpool geïnfiltreerd. |
| 120 | The Siege of the North. Part 2           | De Slag om het Noorden Deel 2      | Het ziet ernaar uit dat de Noordpool verliest. Aang is gevangengenomen door Zuko. Is hij nog op tijd om de Maangeest te redden, of zal een ander zich moeten opofferen? |

## Afleveringen boek 2: Aarde
| №   | Engelse titel             | Nederlandse titel                          | Beschrijving |
| --- | ------------------------- | ------------------------------------------ | --- |
| 201 | The Avatar State          | De Avatar Trance                           | Aang, Katara en Sokka komen aan in het Aarderijk. De daar aanwezige generaal heeft een plan om de Vuurnatie te verslaan. Ondertussen ziet Zuko zijn zusje Azula weer. Zij vertelt hem dat zijn vader hem vergeven heeft en dat hij naar huis kan komen.                                                  |
| 202 | The Cave of Two Lovers    | De Grot van de Twee Geliefden              | De groep is op weg naar Omashu en ontmoet een groep nomaden. Die vertellen hen van een kortere route dwars door een berg. Deze route is een gevaarlijk labyrint dat alleen door te komen is als er op liefde wordt vertrouwd.                                                                            |
| 203 | Return to Omashu          | Terug naar Omashu                          | Als de drie bij Omashu aankomen, blijkt deze bezet te zijn door de Vuurnatie. Aang probeert Koning Bumi te vinden. Prinses Azula besluit de hulp van 2 vriendinnen in te roepen. Een van hen woont op dat moment in het bezette Omashu...                                                                |
| 204 | The Swamp                 | Het Moeras                                 | Appa komt door een tornado in een moeras terecht. Het drietal verdwaalt en elk van hen krijgt een visioen. Sokka en Katara zien hun dierbaren weer terug, maar Aang kent het meisje in zijn visioen niet...                                                                                              |
| 205 | Avatar Day                | Avatardag                                  | Aang, Katara en Sokka komen aan bij een stad die niets met de Avatar te maken wil hebben vanwege een voorval zo'n 370 jaar geleden. Sokka en Katara doen een onderzoek om Aangs onschuld te bewijzen. |
| 206 | The Blind Bandit          | De Blinde Bandiet                          | De zoektocht naar een leraar Aardsturen breng Aang naar een toernooi. Daar ziet hij het meisje uit zijn visioen; de 'Blinde Bandiet' Toph die ziet door middel van Aardsturing. |
| 207 | Zuko Alone                | Zuko Alleen                                | Zuko komt aan bij een klein dorpje midden in het Aarderijk en raakt bevriend met Lee, een jongetje die er woont op een boerderij. Ondertussen wordt hij geplaagd door herinneringen uit zijn verleden.                                                                                                   |
| 208 | The Chase                 | De Jacht                                   | Aang, Katara, Sokka en Toph worden achtervolgd door een mysterieuze machine. Door het gebrek aan slaap lopen de spanningen hoog op. Een confrontatie met hun achtervolgers is onvermijdelijk... |
| 209 | Bitter Work               | Bitter Hard Werken                         | Aang leert Aardesturen van Toph, terwijl Zuko geavanceerde technieken met bliksem leert van Iroh. |
| 210 | The Library               | De Bibliotheek                             | Het viertal ontmoet een wetenschapper die op zoek is naar Wan Shi Tongs Bibliotheek. Deze ligt naar alle waarschijnlijkheid in de woestijn. Ze besluiten hem te helpen in de hoop een kaart van de Vuurnatie te vinden. Terwijl ze binnen zijn, krijgen Zandmeesters interesse in Appa...                |
| 211 | The Desert                | De woestijn                                | Aang is gek van verdriet om het verlies van Appa. De groep zit nu vast in de brandende hitte van de woestijn. Een confrontatie met de ontvoerders van Appa activeert Aangs Avatar Trance... |
| 212 | The Serpent's Pass        | Reis naar Ba Sing Se Deel 1: De Slangenpas | Het viertal ontmoet een stel vluchtelingen, en als hen de toegang geweigerd wordt om met de boot naar Ba Sing Se te gaan, besluiten ze samen met de vluchtelingen de enige andere route te nemen, een gevaarlijke pas die door iedereen gemeden wordt...                                                 |
| 213 | The Drill                 | Reis naar Ba Sing Se Deel 2: De Boor       | Ba Sing Se wordt aangevallen door de Vuurnatie. Ze gebruiken een enorme boor om door de muren van Ba Sing Se heen te komen. Aang, Katara en Sokka proberen de machine te slopen van binnenuit, Toph probeert van buitenaf te remmen, om zo de stad te redden.                                            |
| 214 | City of Walls and Secrets | Stad van Muren en Geheimen                 | Aang, Katara, Sokka en Toph komen aan in Ba Sing Se en ontdekken dat het niet zo'n perfecte stad is als werd verteld. Ze komen in aanraking met de mysterieuze krachten binnenin de stad... |
| 215 | Tales of Ba Sing Se       | Verhalen uit Ba Sing Se                    | Individuele verhalen van Katara en Toph, Aang, Iroh, Sokka, Zuko en Momo. |
| 216 | Appa's Lost Days          | Appa's verloren dagen                      | We gaan vier weken terug in de tijd, wanneer Appa werd gestolen, en zien de gebeurtenissen die volgden uit zijn oogpunt. |
| 217 | Lake Laogai               | Het Laogai Meer                            | Aang, Katara, Toph en Sokka zijn op zoek naar Appa en worden tegengewerkt door de Dai Li. Maar zij zijn niet de enigen die naar Appa op zoek zijn... |
| 218 | The Earth King            | De Aardkoning                              | Het viertal bestormt het paleis om de Aardkoning de waarheid te vertellen over Long Feng en de oorlog. Zuko wordt ernstig ziek. |
| 219 | The Guru                  | De Goeroe                                  | Goeroe Pathik leert Aang over het beheersen van de Avatar Trance op de Oostelijke Luchttempel; Sokka is herenigd met zijn vader; Prinses Azula heeft een duivels plan om het Aarderijk te onderwerpen; Iroh en Zuko beheren hun eigen theewinkel, helaas komt Katara voorbij en de problemen beginnen... |
| 220 | The Crossroads of Destiny | De Tweesprong van het Lot                  | Iedereen racet tegen de klok om Azula's sinistere verovering van Ba Sing Se te stoppen. Zuko en Katara komen elkaar tegen in een onverwachte situatie, en Aang neemt de gevaarlijke beslissing om de Avatar Trance te gebruiken tegen Azula...                                                           |

## Afleveringen boek 3: Vuur
| №    | Engelse titel                              | Nederlandse Titel                                     | Beschrijving |
| ---- | ------------------------------------------ | ----------------------------------------------------- | --- |
| 301  | The Awakening                              | Het Ontwaken                                          | Na weken bewusteloos geweest te zijn, ontwaakt Aang eindelijk aan boord van een schip van de Vuurnatie. Hij voelt zich verschrikkelijk, omdat de hele wereld nu denkt dat hij gefaald heeft en dood is. Ondertussen reist Zuko eindelijk terug naar huis, waar zijn vader zijn eer zal herstellen. |
| 302  | The Headband                               | De Hoofdband                                          | Om zich beter als burgers van de Vuurnatie te camoufleren, gaat Aang naar een school in de Vuurnatie om wat meer over de Vuurnatie te weten te komen. Hij merkt echter al snel dat de leerlingen gebukt gaan onder een strikt regime om de orde te handhaven. Aang besluit hier wat aan te doen met een geheim dansfeest in de grot waar ze zich verbergen. Ondertussen confronteert Zuko Iroh in de cel. |
| 303  | The Painted Lady                           | De Geverfde Dame                                      | Wanneer de groep in een vissersdorp komt dat lijdt onder een vervuilende fabriek, wil Katara blijven om de mensen te helpen. Dit is onmogelijk vanwege het strakke tijdschema van Sokka. Dan verschijnt er een mysterieuze geest, genaamd "De Geverfde Dame" om het dorpje te helpen. Komen ze achter haar identiteit? |
| 304  | Sokka's Master                             | Sokka's Meester                                       | Sokka voelt zich een buitenbeentje, omdat hij vindt dat hij niets kan. Omdat Aang, Katara en Toph een leermeester hebben gehad, lijkt het hen een goed idee dat ook Sokka in de leer gaat bij een meester; een meester die hem de kunst van het zwaardvechten bijbrengt. |
| 305  | The Beach                                  | Het Strand                                            | Zuko, Azula, Mai en Ty Lee gaan op vakantie naar Sintel Eiland in het strandhuis van Li en Lo. Bij het kampvuur onthullen ze hun diepste geheimen. Ondertussen leert Team Avatar een nieuwe vijand kennen. |
| 306  | The Avatar and the Fire Lord               | De Avatar en de Vuurheer                              | Het verhaal van Avatar Roku en Sozin, de Vuurheer die met de oorlog begon, geven Aang en Zuko inzicht over het leven van hun voorgangers en hun eigen lot. |
| 307  | The Runaway                                | De Wegloper                                           | Wanneer Toph een slinkse manier vindt om veel geld te verdienen lopen de spanningen tussen haar en Katara hoog op waardoor de problemen erger worden. Katara leert haar eigen lichaamswater te gebruiken om uit de problemen te geraken. |
| 308  | The Puppetmaster                           | De Poppenspeler                                       | De groep logeert bij een dame die Hama heet. Een Watermeester die van de Zuiderstam is. Ze biedt aan Katara wat nieuwe Waterstuurtechnieken te leren. Ondertussen wordt het dorp waar ze verblijven geplaagd door mysterieuze verdwijningen tijdens volle maan. |
| 309  | Nightmares and Daydreams                   | Nachtmerries en Dagdromen                             | Met nog maar een paar dagen voor de invasie krijgt Aang last van nachtmerries, en stopt zelfs helemaal met slapen! De anderen proberen hem van dit probleem af te helpen. Maar niet alle dromen lijken negatief. |
| 310  | The Day of Black Sun, Part 1: The Invasion | De Dag van de Zwarte Zon Deel 1: De invasie           | Aang, Katara, Sokka en Toph vallen de Vuurnatie binnen, samen met een heel leger van Water- en Aardemeesters. Aang verlaat de groep om op zoek te gaan naar Vuurheer Ozai, maar komt niet met succes terug. Ondertussen treffen zowel Zuko als Iroh voorbereidingen voor hun eigen plannen. |
| 311  | The Day of Black Sun, Part 2: The Eclipse  | De Dag van de Zwarte zon Deel 2: De zonsverduistering | Aang, Toph en Sokka gaan op zoek naar de Vuurheer in een geheime bunker. Aang moet de Vuurheer tijdens de zonsverduistering verslaan maar Azula gebruikt haar leugens om Aang tegen te houden. Zuko confronteert zijn vader met de harde waarheid. |
| 312  | The Western Air Temple                     | De Westelijke Luchttempel                             | Aangs groep komt aan bij de Westelijke Luchttempel, waar ze een nieuw plan proberen te bedenken. Zuko arriveert en biedt aan Aang te leren Vuursturen, maar daarvoor zal hij eerst hun vertrouwen moeten winnen. |
| 313  | The Firebending Masters                    | De Vuursturende Meesters                              | Als Zuko begint met het aanleren van Vuursturen aan Aang, blijkt dat hij het heeft verloren. Om deze reden besluiten Aang en Zuko de oorsprong te vinden van het Vuursturen in een oude tempel van een uitgestorven ras zonnestrijders. Nadat ze een val in werking stellen, worden ze gevangen door de zonnestrijders, die toch niet uitgestorven bleken te zijn. |
| 314  | The Boiling Rock, Part 1                   | De Kokende Rots Deel 1                                | Sokka voelt zich rot over het feit dat hij zijn vader achter moest laten toen de invasie mislukte. Daarom vertrekt hij samen met Zuko naar de Kokende Rots: de zwaarst beveiligde gevangenis in de Vuurnatie die midden in een kokend meer ligt. Hoewel Hakoda niet in de gevangenis zit, ziet Sokka wel een andere bekende; Suki. |
| 315  | The Boiling Rock, Part 2                   | De Kokende Rots Deel 2                                | Terwijl Sokka en Hakoda hun ontsnappingsplan in werking zetten, wordt Zuko geconfronteerd door Mai. Azula en Ty Lee dreigen de ontsnapping in het water te laten lopen, maar dan krijgen ze hulp uit onverwachte hoek. |
| 316  | The Southern Raiders                       | De Zuidelijke Krijgers                                | Zuko probeert het vertrouwen te winnen van Katara. Maar dat zit nog niet erg mee. Om haar te bewijzen dat hij aan haar kant staat, gaan Zuko en Katara zoeken naar Yon Rha de man die Katara's moeder heeft gedood. |
| 317  | The Ember Island Players                   | De Spelers van het Sintel Eiland                      | Sokka vindt een poster dat een toneelstuk aankondigt dat het verhaal vertelt over de reis van de Avatar. Eenmaal daar blijkt dat er wat aan het verhaal is veranderd. |
| 318* | Sozin's Comet, Part 1: The Phoenix King    | Sozins Komeet Deel 1: De Feniks Koning                | Team Avatar bereidt zich voor op hun confrontatie met de Vuurheer tijdens de komeet, terwijl Vuurheer Ozai zichzelf kroont tot Feniks Koning, die over de hele wereld zal heersen. Azula blijft thuis en zal tot Vuurheer worden gekroond. Bij team Avatar zit het Aang niet lekker dat hij de Vuurheer zal moeten doden om de balans in de wereld te herstellen. In zijn slaap wordt hij naar een eiland gelokt en de volgende dag komen de anderen erachter dat Aang weg is. |
| 319* | Sozin's Comet, Part 2: The Old Masters     | Sozins Komeet Deel 2: De Oude Meesters                | Team Avatar zet hun zoektocht naar Aang voort. Ze vragen hulp aan June en haar Shirshu die mensen kunnen opsporen aan hun geur. Ze kan Aang niet vinden dus gaat Team Avatar op zoek naar Zuko's oom Iroh, die zich samen met de Orde van de Witte Lotus bij Ba Sing Se bevindt om de stad terug te nemen. Ondertussen is Aang ontwaakt en komt hij erachter dat hij op een spirituele plek is en hij raadpleegt de vorige Avatars zonder het gewenste resultaat. Later raadpleegt hij een gigantische leeuwenschildpad en komt hij aan land. De anderen vertrekken ondertussen allemaal apart; Zuko en Katara gaan naar het Paleis van de Vuurheer om Azula's kroning tegen te houden, Sokka, Toph en Suki vertrekken om de Luchtvloot van de Vuurnatie tegen te houden en Iroh blijft achter met de Oude Meesters om Ba Sing Se terug te nemen. |
| 320* | Sozin's Comet, Part 3: Into the Inferno    | Sozins Komeet Deel 3: In de Vuurzee                   | Alle strijd barst los; Zuko en Katara confronteren Azula om haar kroning tot Vuurheer te voorkomen, Sokka, Toph en Suki proberen de Luchtvloot van de Vuurnatie tegen te houden, Iroh en de Oude Meesters proberen Ba Sing Se terug te nemen en tussen Aang en Vuurheer Ozai begint de laatste confrontatie. Ondertussen raast Sozins Komeet over. |
| 321* | Sozin's Comet, Part 4: Avatar Aang         | Sozins Komeet Deel 4: Avatar Aang                     | Aang wordt tot het uiterste gedreven door de Vuurheer: wanneer zijn (rug)wond contact maakt met een rots komt hij in de 'Avatar Trance'. Hij verslaat de Vuurheer, maar spaart zijn leven. In plaats daarvan ontneemt hij hem zijn Vuurstuurkrachten. Dit leerde hij van de reuze leeuwenschildpad. Zuko wordt de nieuwe Vuurheer, en luidt het begin in van een nieuw tijdperk waarin de orde in de wereld zal worden hersteld. |

Afleveringen met een * zijn in de Verenigde Staten uitgezonden als een film van twee uur. In Nederland werden deze afleveringen los van elkaar uitgezonden.